# 弗拉达·哈尔科娃
弗拉达·维克托罗夫娜·哈尔科娃（烏克蘭語：Влада Вікторівна Харькова，1996年9月29日—），乌克兰女子击剑运动员，2022年欧洲击剑锦标赛女子重剑个人金牌得主和女子重剑团体铜牌得主、2025年欧洲击剑锦标赛女子重剑团体金牌得主、2025年世界击剑锦标赛女子重剑个人金牌得主。